# Agente secreto X-9
Agente secreto X-9 (en inglés Secret Agent X-9) es una historieta policíaca estadounidense, publicada como tira de prensa diaria en blanco y negro desde 1934 hasta 1996. Para el teórico Oscar Masotta, X–9 había sido la respuesta de King Features a Dick Tracy.

## Trayectoria
Para realizar los guiones de esta serie, Joseph Connolly, director de King Features Syndicate, contrató al conocido escritor de novela negra Dashiell Hammett. En realidad, Hammett sólo escribió completo el primer episodio de la serie, titulado The Top, y luego se limitó a sugerir argumentos a Alex Raymond, el dibujante. A pesar de todo, la popularidad de las tira...
fue tanta que preocupó a un incipiente, y secreto, FBI que detuvo a Hammet bajo sospecha de difundir secretos de Estado y le exigió que descubriera su fuente de información. Por supuesto, Hammet no sabía nada. Se había limitado a demostrar que la realidad siempre supera a la ficción.
El 20 de abril de 1935 el escritor abandonó por completo la serie, y fue sustituido por Leslie Charteris. A principios de 1936, también Raymond dejó de hacer los dibujos de Agente secreto X-9 para concentrarse en sus páginas dominicales de Flash Gordon y Jungle Jim. 
La serie Agente secreto X-9 se publicó en multitud de países, incluyendo España (Aventurero, 1935).
Fue continuada, además, por otros autores, en un proceso que en 1970, el teórico Oscar Masotta, no dudaba en calificar de decadencia creciente hasta la etapa de Archie Goodwin y Al Williamson. De Robert Storm y Martin Afonski, quienes se encargarían de la serie entre abril y noviembre de 1938, afirma que confieren a la historieta un «clima de opereta de tercera categoría, que pretende la seriedad, con ojos entrecerrados y bandidos dandies, y que suscitaría la ironía de los fans».
Otros autores de la serie serían Austin Briggs, Mel Graff, Paul Norris y Bob Lubbers, los citados Archie Goodwin y Al Williamson, etc.

## Argumento
El personaje, el Agente Secreto X-9, es un defensor de la ley que odia a muerte a los gánsters desde que una banda de criminales asesinó a su esposa y a su hijo. En la etapa de Raymond ni el personaje ni la agencia para la que trabajaba tenían nombre; años después, ya con Mel Graff encargándose del dibujo, se reveló que su nombre era Phil Corrigan y que trabajaba para el FBI. Paul Norris y Bob Lubbers llegarían a casarlo y darle una hija. 

## Valoración e influencia
Se ha criticado la ingenuidad de planteamiento y la elementalidad del desarrollo de esta historieta, así como de otras del cómic policial norteamericano clásico, como Radio Patrol (1693) de Eddie Sullivan/Charlie Schmidt. Tuvieron, sin embargo, una notoria influencia en los cuaderno de aventuras españoles de los años 40 y 50 que abordaban esta temática.